# Бессі (Оклахома)
Бессі (англ. Bessie) — місто (англ. town) в США, в окрузі Вошіта штату Оклахома. Населення — 182 особи (2020).

## Географія
Бессі розташоване за координатами 35°23′8″ пн. ш. 98°59′22″ зх. д. / 35.38556° пн. ш. 98.98944° зх. д. (35.385422, -98.989317).  За даними Бюро перепису населення США в 2010 році місто мало площу 1,31 км², уся площа — суходіл.

### Клімат
| Клімат : Бессі           | Клімат : Бессі | Клімат : Бессі | Клімат : Бессі | Клімат : Бессі | Клімат : Бессі | Клімат : Бессі | Клімат : Бессі | Клімат : Бессі | Клімат : Бессі | Клімат : Бессі | Клімат : Бессі | Клімат : Бессі | Клімат : Бессі |
| Показник                 | Січ.           | Лют.           | Бер.           | Квіт.          | Трав.          | Черв.          | Лип.           | Серп.          | Вер.           | Жовт.          | Лист.          | Груд.          | Рік            |
| Середній максимум, °C    | 9,4            | 12,3           | 17,8           | 23,4           | 27,7           | 32,7           | 35,7           | 34,8           | 29,9           | 23,9           | 16,0           | 10,3           | 22,8           |
| Середній мінімум, °C     | −4,3           | −1,8           | 2,9            | 8,4            | 13,5           | 18,3           | 21,2           | 20,2           | 16,1           | 9,7            | 3,1            | −2,5           | 8,7            |
| Норма опадів, мм         | 23             | 30             | 51             | 51             | 119            | 99             | 48             | 79             | 91             | 64             | 46             | 23             | 721            |
| ------------------------ | -------------- | -------------- | -------------- | -------------- | -------------- | -------------- | -------------- | -------------- | -------------- | -------------- | -------------- | -------------- | -------------- |
| Джерело: Weatherbase.com |                |                |                |                |                |                |                |                |                |                |                |                |                |

## Демографія
Згідно з переписом 2010 року, у місті мешкала 181 особа в 77 домогосподарствах у складі 51 родини. Густота населення становила 138 осіб/км².  Було 96 помешкань (73/км²).
Расовий склад населення:
| - 93,4 % — білих - 3,9 % — корінних американців |

До двох чи більше рас належало 2,8 %. Частка іспаномовних становила 1,1 % від усіх жителів.
За віковим діапазоном населення розподілялося таким чином: 24,9 % — особи молодші 18 років, 58,5 % — особи у віці 18—64 років, 16,6 % — особи у віці 65 років та старші. Медіана віку мешканця становила 44,3 року. На 100 осіб жіночої статі у місті припадало 105,7 чоловіків;  на 100 жінок у віці від 18 років та старших — 109,2 чоловіків також старших 18 років.
Середній дохід на одне домашнє господарство  становив 54 194 долари США (медіана — 43 125), а середній дохід на одну сім'ю — 69 532 долари (медіана — 52 500). Медіана доходів становила 43 333 долари для чоловіків та 38 750 доларів для жінок. За межею бідності перебувало 10,9 % осіб, у тому числі 14,3 % дітей у віці до 18 років та 20,0 % осіб у віці 65 років та старших.
Цивільне працевлаштоване населення становило 87 осіб. Основні галузі зайнятості: освіта, охорона здоров'я та соціальна допомога — 20,7 %, сільське господарство, лісництво, риболовля — 17,2 %, публічна адміністрація — 16,1 %.